# منطقة غازي
غازي رمزها «GZ» (بالإنجليزية: Ghaziabad)‏ ، هو تقسيم إداري لدولة الهند تتبع ولاية أتر برديش (بالإنجليزية: Uttar  Pradesh)‏ ، مركزها هو مدينة غازي آباد (بالإنجليزية: Ghaziabad)‏ عدد سكانها حسب تعداد سنة 2001 هو 3,289,540 ، مساحتها 1,956 كم² وكثافة السكان 1,682 لكل كم² .